# Alfa Coronae Borealis
Gemma, detta anche Alphecca (AFI: /alˈfɛkka/), Perla della Corona e Margherita, (α Coronae Borealis / α CrB) è una stella binaria a eclisse nella costellazione della Corona Boreale. Con una magnitudine apparente di +2,21 è la stella più luminosa della costellazione.
Il nome Alphecca proviene dall'arabo al-na´ir al-fakkah, che significa "la (stella) brillante nell'anello rotto". Gemma non era usato come nome in tempi antichi, probabilmente il riferimento era alla corona floreale, è ciò sarebbe in accordo con la prima idea che si fece sulla costellazione intera.

## Osservazione
Gemma ha una declinazione di +26°N e quindi è una stella dell'emisfero boreale, dove diventa circumpolare nei pressi del circolo polare artico. Sebbene dall'emisfero australe la sua osservazione risulti svantaggiata, data la declinazione la stella risulta visibile in tutte le aree popolate della Terra. La magnitudine di +2,21 le consente di essere scorta anche dai piccoli e medi centri urbani senza difficoltà. Il periodo migliore per la sua osservazione ricade durante la primavera ed estate dell'emisfero nord, mentre dall'emisfero sud la sua osservazione si limita principalmente al tardo autunno ed inizio inverno australi. Secondo la leggenda, questa è la stella nella quale si tramutò la mitologica semidea Arianna dopo la sua seconda morte.

## Caratteristiche fisiche
Si tratta di una binaria ad eclisse, simile ad Algol; il suo periodo è di 17,36 giorni, con una magnitudine apparente che varia fra +2,21 e +2,32, dunque quasi impercettibile.
La principale è una stella di classe A di sequenza principale con una massa ed un raggio che sono quasi il triplo di quelli solare. Attorno alla stella si è scoperto un anello di polveri, probabilmente un disco protoplanetario simile a quello che si osserva attorno a Vega.
La componente B invece è una stella molto simile al Sole, di tipo spettrale G5 e con una massa del 92% di quella solare. B dista mediamente appena 0,20 U.A. da A, vale a dire circa la metà della distanza di Mercurio dal Sole, ed è una forte sorgente di raggi X, molto più forte di quella del Sole, il che implica un forte campo magnetico che la circonda.
La stella fa parte dell'Associazione dell'Orsa Maggiore, un gruppo di stelle con un'origine comune che si muovono congiuntamente nello spazio.